# Соловьёв, Василий Васильевич
Васи́лий Васи́льевич Соловьёв (21 мая 1905 — 25 октября 1947 ) — советский оператор-документалист, фронтовой кинооператор в годы Великой Отечественной войны. Лауреат Сталинской премии второй степени (1942).

## Биография
Родился 8 (21) мая 1905 года. В 1927 году окончил Государственный техникум кинематографии. Будучи студентом, с 1925 года работал лаборантом в «Госвоенкино». С 1927 года — оператор «Госвоенкино», в 1929—1947 годах оператор 3-й фабрики «Госкино». В 1941 году снимал на Западном фронте, с 1944 года — на 1-м Белорусском фронте.
Автор более 200 сюжетов для кинопериодики: «Боевой киносборник», «Железнодорожник», «На защиту родной Москвы», «Наука и техника», «Пионерия», «Советский спорт», «Социалистическая деревня», «Союзкиножурнал».
В. В. Соловьёв скончался 25 октября 1947 года.

### Семья
- Жена — Евгения Давыдовна Воронина (1905—1985)[1].
- Дочери Татьяна (1937 г.р.), Ольга (1939 — 2008) ,Кузнецова Евгения Васильевна ( урожд. Соловьева 08 сентября 1941- 30 апреля 1993)- монтажер ,ассистент режиссера ЦСДФ,.

## Фильмография
- 1929 — Береги здоровье
- 1929 — Производство
- 1929 — Воздушный гигант
- 1930 — 1-я Олимпиада искусств народов СССР
- 1931 — Интернациональный вечер (совм. с К. Писанко)
- 1935 — Прибытие А. Идена в Москву. Приём И. В. Сталиным А. Идена (совм. Н. Вихиревым, Р. Карменом, М. Ошурковым, В. Пятовым, О. Рейзман)
- 1935 — Счастливая юность (совм. с группой операторов)
- 1936 — Будем готовы к противовоздушной химической обороне (совм. с А. Лебедевым, В. Мищенко)
- 1936 — Конференция работников киноплёночных фабрик (совм. с И. Семененко, С. Семёновым, Б. Буртом)
- 1936 — Наш Горький (совм. с Б. Цейтлиным, Б. Макасеевым, И. Беляковым, Б. Небылицким, Б. Буртом)
- 1937 — К выборам в Верховный Совет СССР (спецвыпуск)
- 1937 — Об избирательном блоке коммунистов с беспартийными (совм. с И. Беляковым, К. Соломахой)
- 1939 — Одиннадцать столиц (совм. с А. Шафраном, О. Рейзман)
- 1939 — Особая Дальневосточная (совм. с С. Гусевым, Леонтьевым, Бейриховым, А. Кушешвили, Р. Гиковым)
- 1941 — Дорога в будущее (совм. с С. Семёновым)
- 1941 — Владимир Маяковский
- 1941 — Наша Москва (совм. с группой операторов)
- 1941 — Страна голубой реки (совм. с В. Фроленко)
- 1942 — Разгром немецких войск под Москвой (совм. с группой операторов)
- 1944 — Битва за Белоруссию (совм. с Т. Бунимовичем, Р. Карменом, Крыловым, В. Штатландом)
- 1944 — Бобруйский котел (фронтовой выпуск № 3) (совм. А. Софьиным, В. Томбергом, М. Посельским)
- 1944 — На освобождённой польской земле
- 1944 — Освобождение Советской Белоруссии (совм. с группой операторов)
- 1944 — Хелм и Люблин (совм. с Е. Мухиным, М. Посельским, В. Томбергом, В. Штатландом)
- 1945 — Берлин (совм. с группой операторов)
- 1945 — Кинодокументы о зверствах немецко-фашистских захватчиков (совм. с группой операторов)
- 1945 — Парад Победы (совм. с группой операторов)
- 1945 — Переправа через Вислу (совм. с А. Фроловым, М. Шнейдеровым, В. Томбергом)
- 1945 — Подготовка к сражению за Берлин
- 1945 — Похороны А. С. Щербакова
- 1946 — Болгария
- 1946 — Земля родная

## Награды и премии
- Сталинская премия второй степени (1942) — за кинокартину «Наша Москва» (1941)[3]
- орден Отечественной войны II степени (18.6.1945; был представлен к ордену Отечественной войны I степени))
- медали